# Lijst van muziekinstrumenten met doorslaande tong
Hieronder staat een alfabetische lijst van muziekinstrumenten met doorslaande tong.

## A
- Accordeon
- Accordina
- Aeolina (aeolian)

## B
- Bandoneon
- Bluesharp (mondharmonica)

## C
- Clavietta
- Claviola
- Concertina

## D
- Duimpiano

## H
- Harmonicor
- Harmonium

## K
- Khene (khen, khaen, kaen)
- Klavieraccordeon
- Knopaccordeon

## M
- Melodica
- Mondharmonica
- Mondharp

## O
- Orgel (deels, sommige registers)

## P
- Psallmelodikon

## S
- Sheng (China)
- Shō (Japan)
- Shruti box
- Symphonium
- Symphonetta

## T
- Trekzak

## V
- Voetbas
- Vibrandoneon